# 앙골라의 재외공관 목록

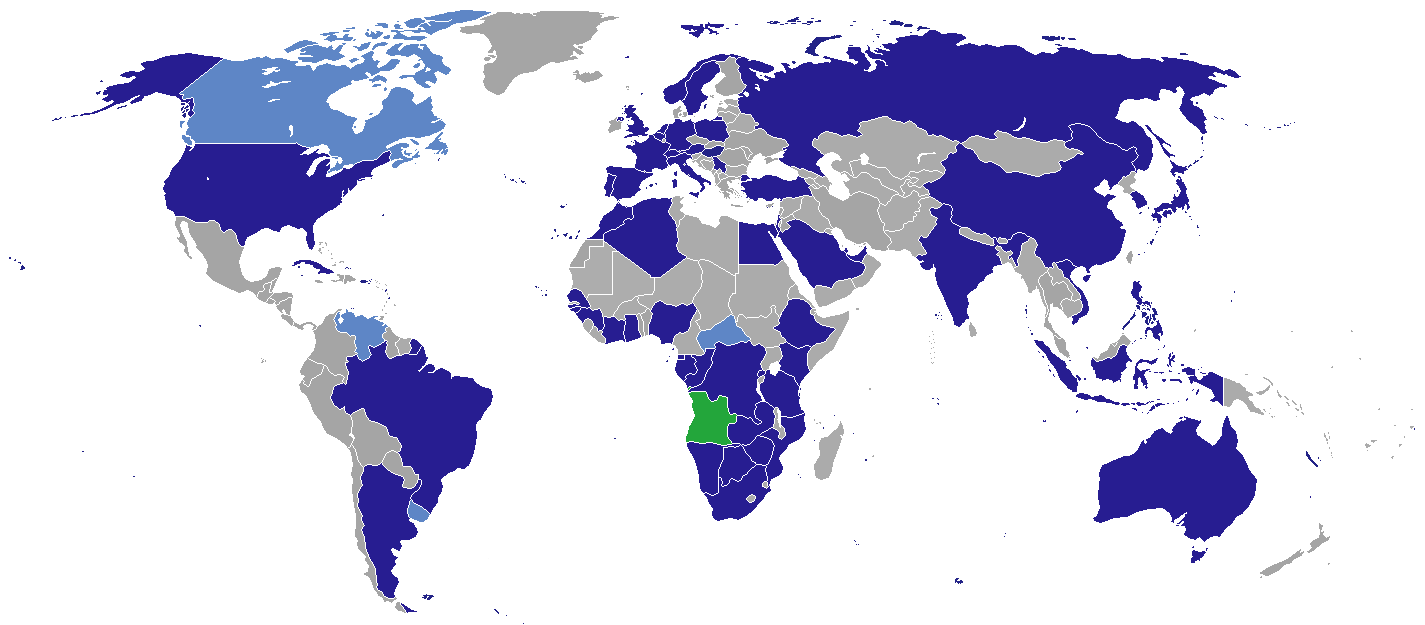
앙골라의 재외공관

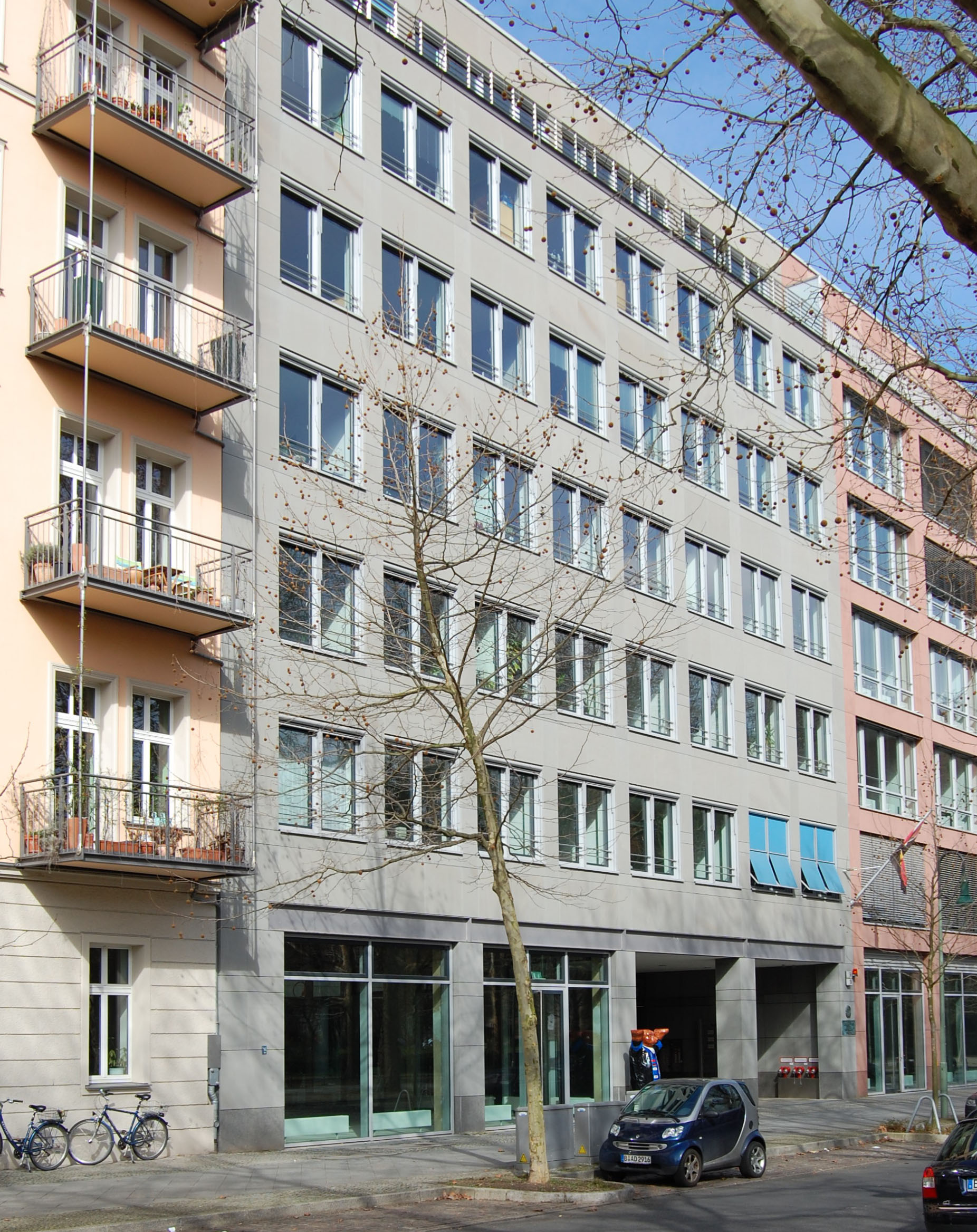
베를린 주재 앙골라 대사관

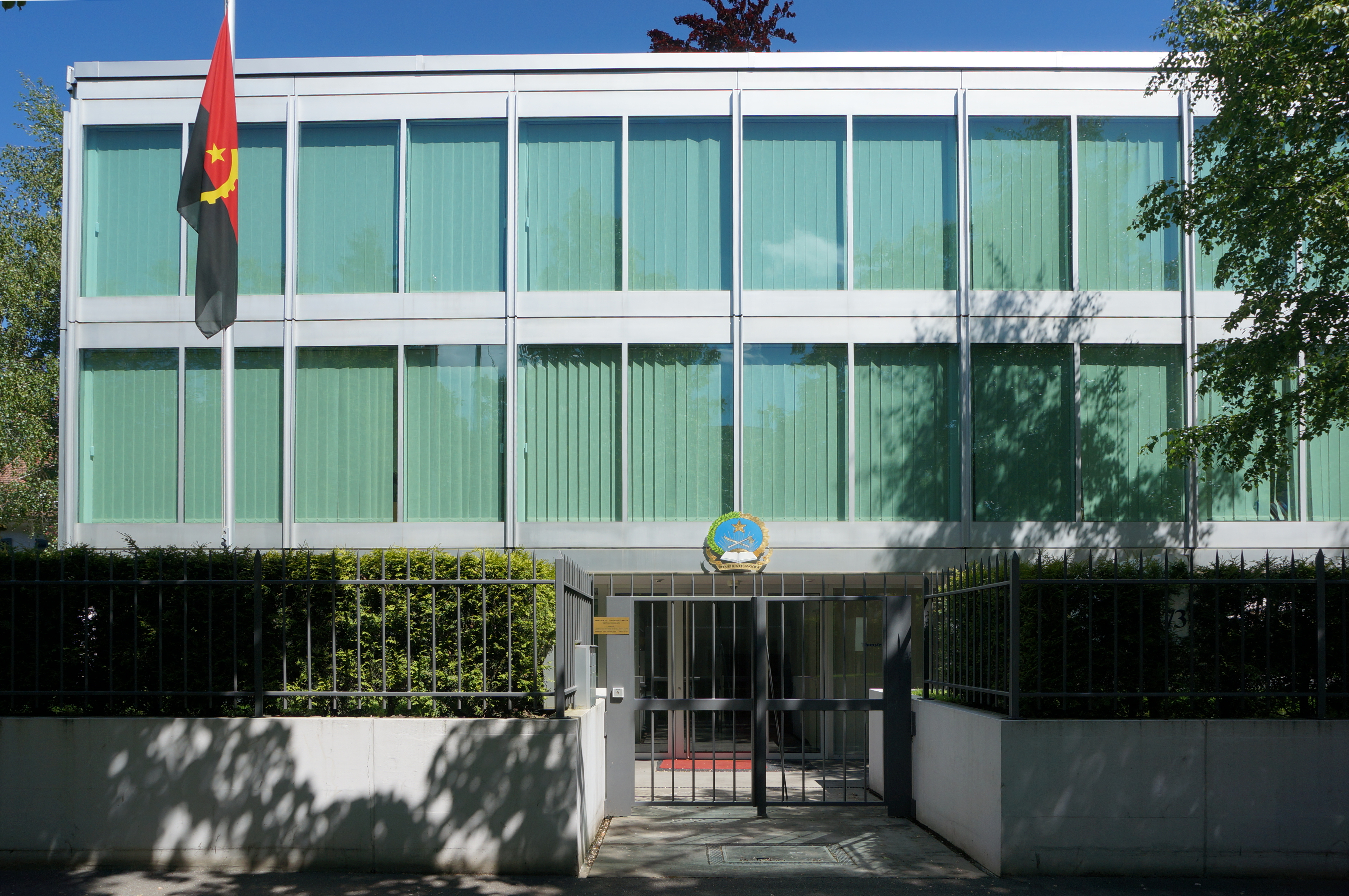
베른 주재 앙골라 대사관

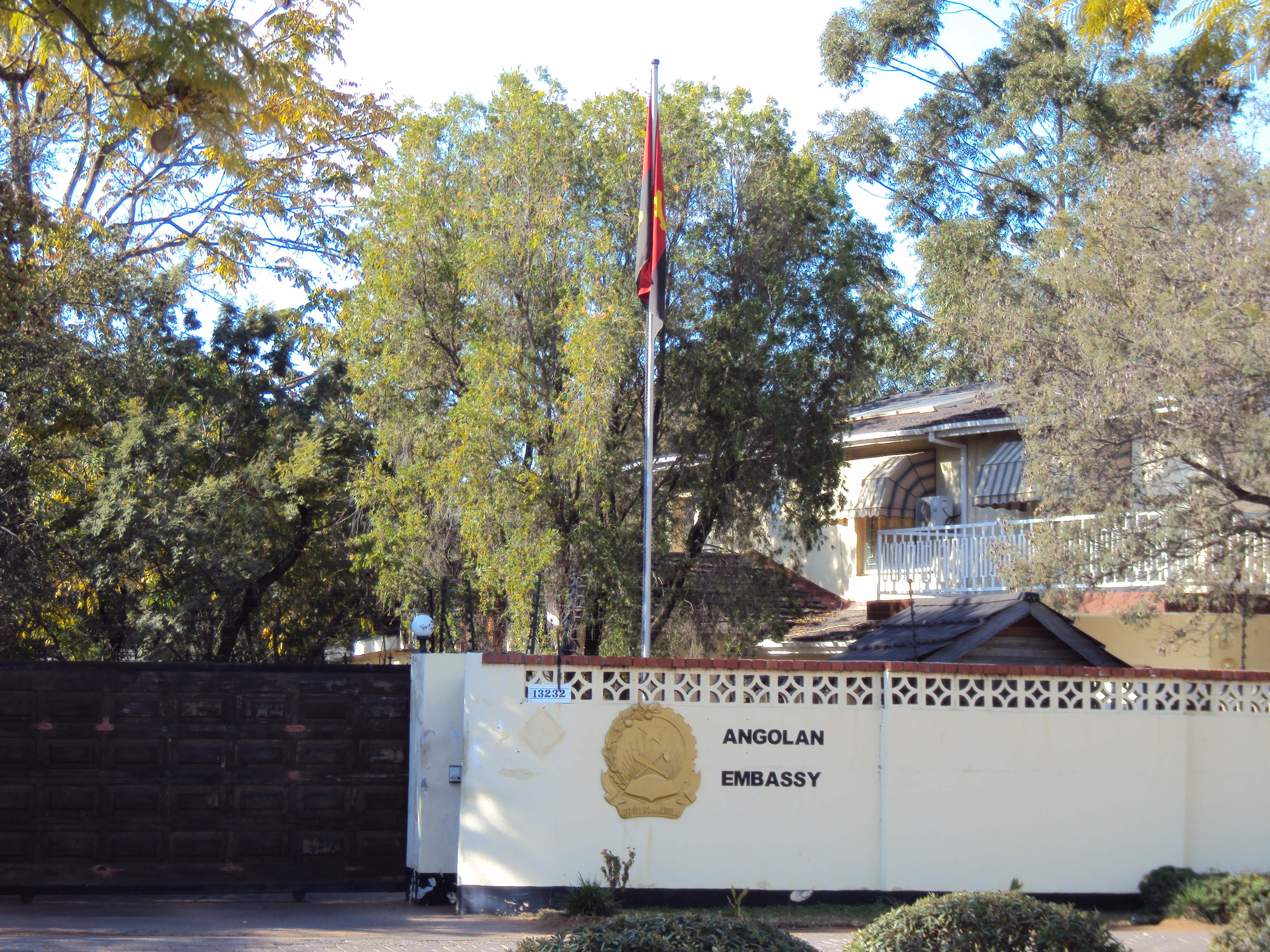
가보로네 주재 앙골라 대사관

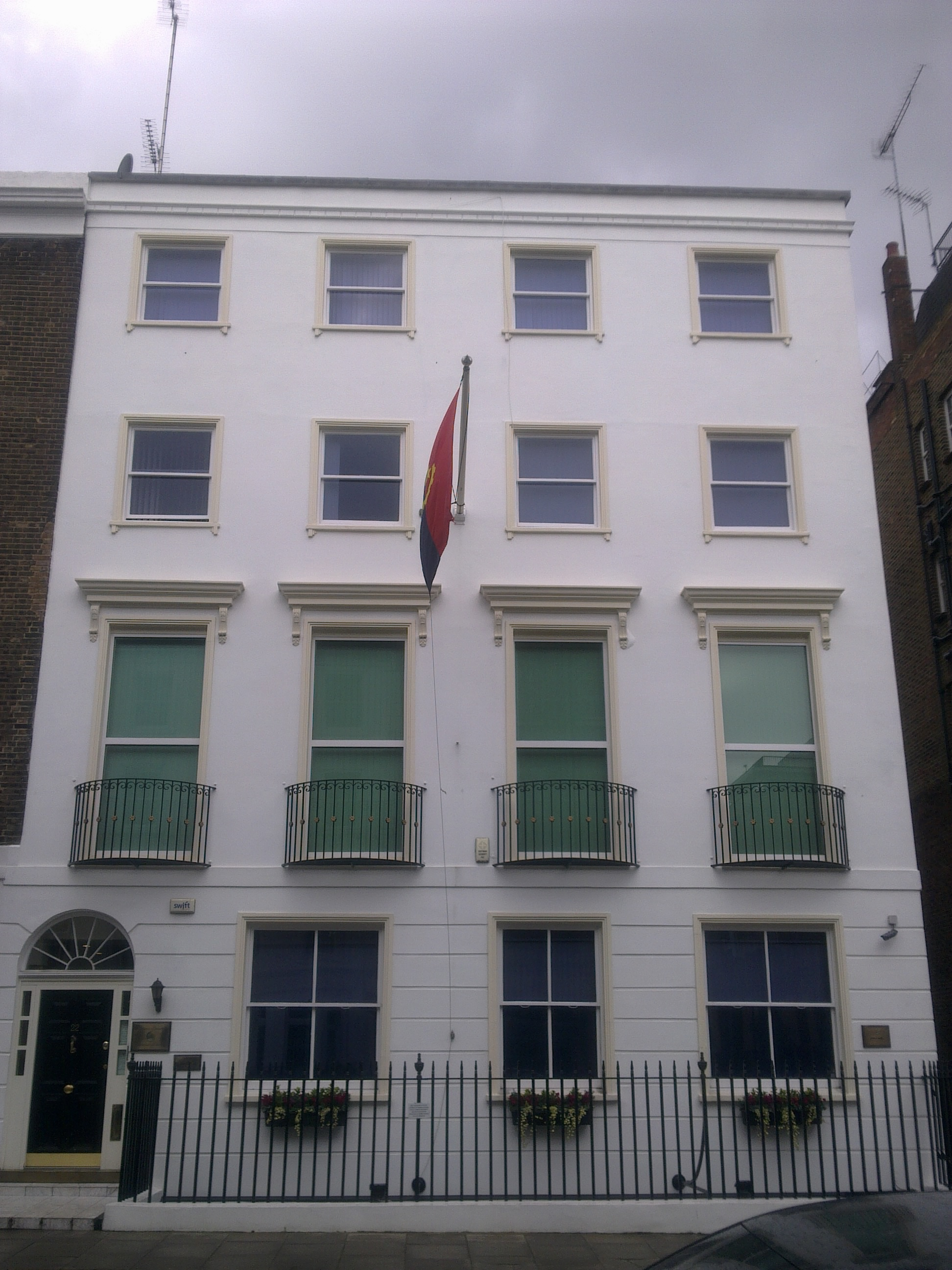
런던 주재 앙골라 대사관

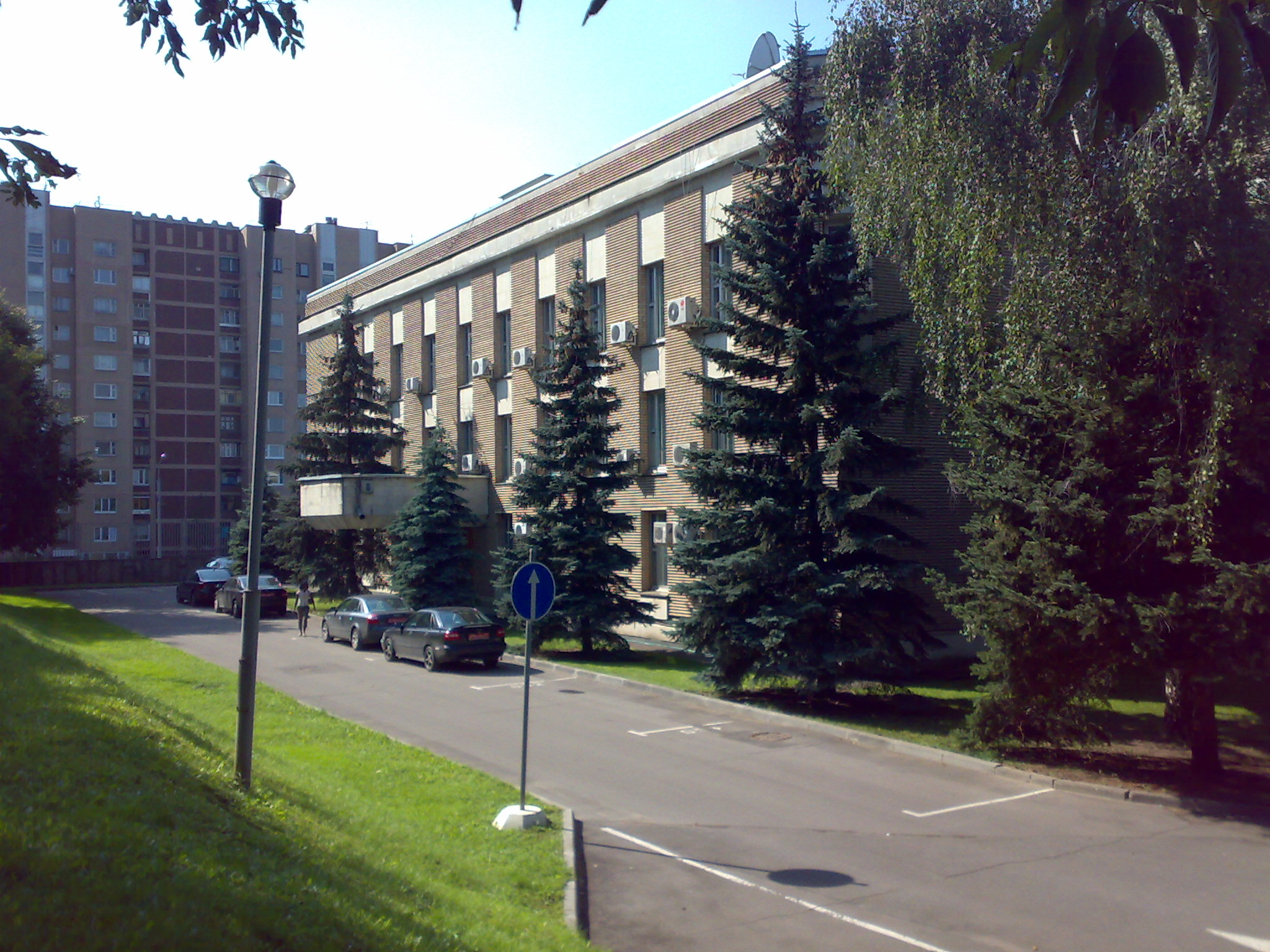
모스크바 주재 앙골라 대사관

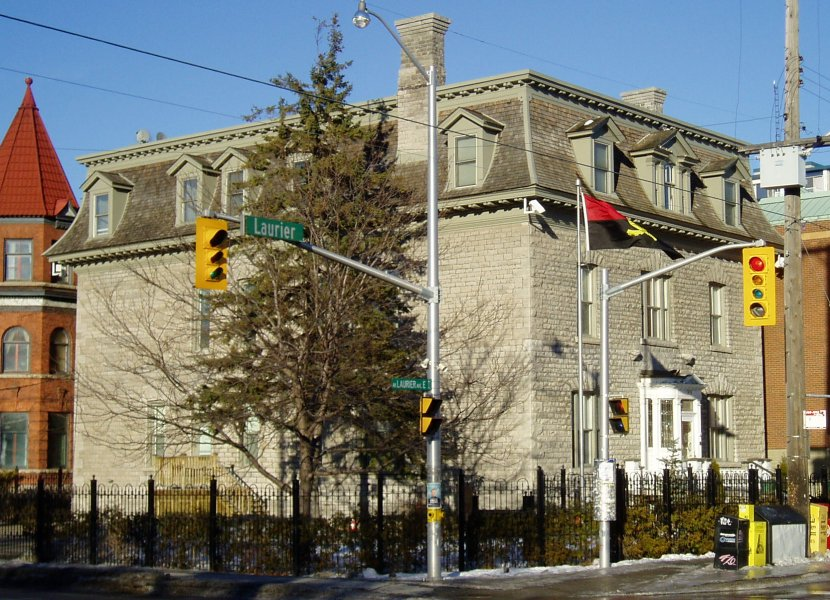
오타와 주재 앙골라 대사관

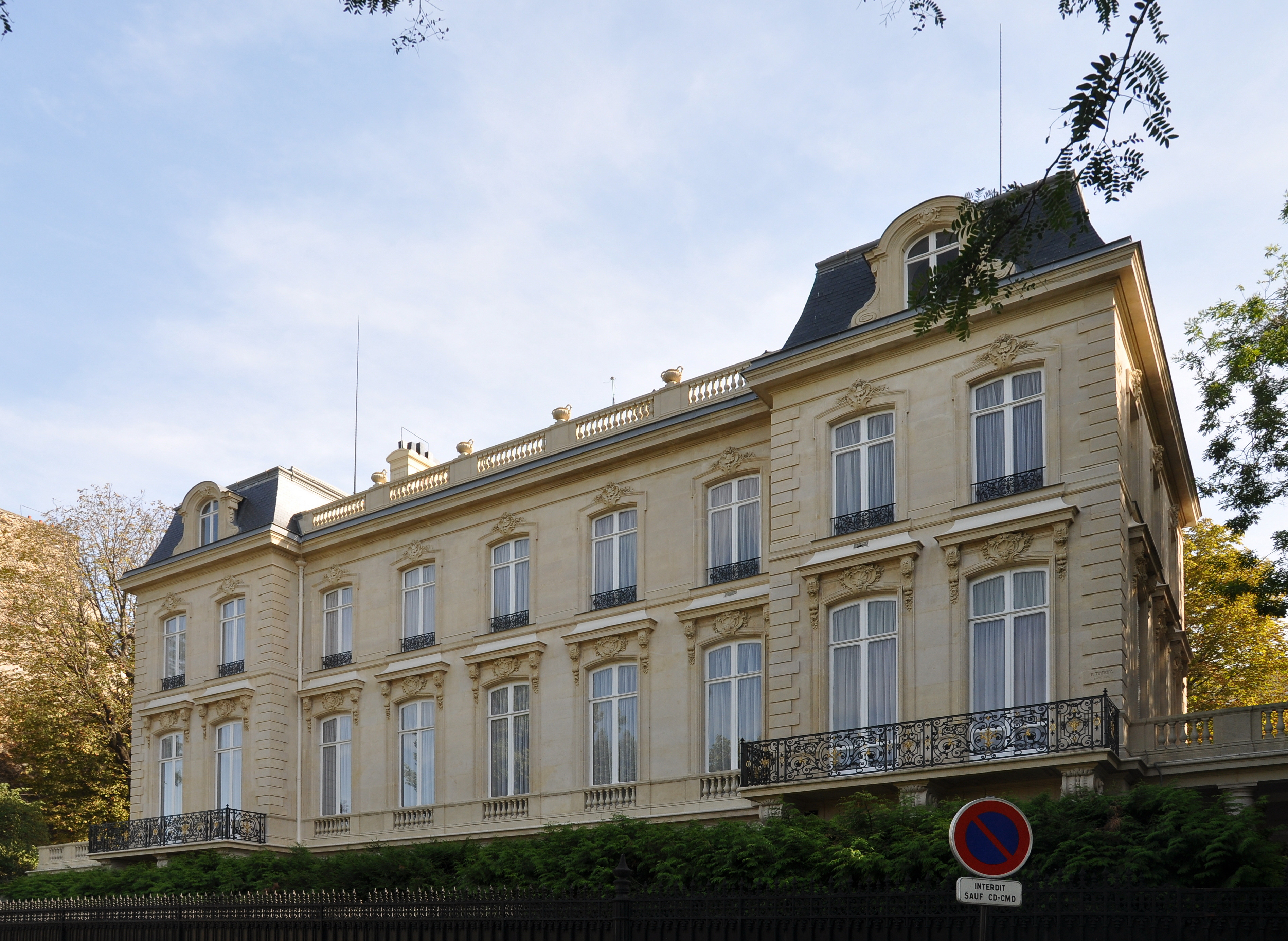
파리 주재 앙골라 대사관

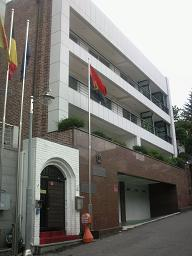
서울 주재 앙골라 대사관

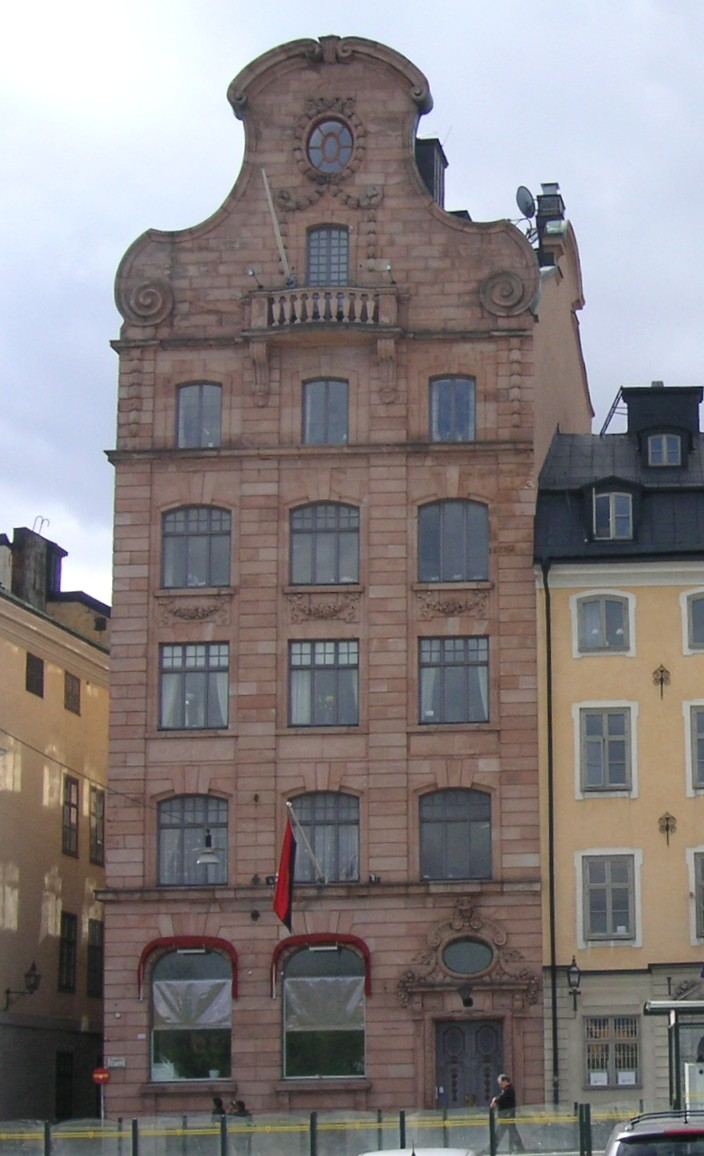
스톡홀름 주재 앙골라 대사관

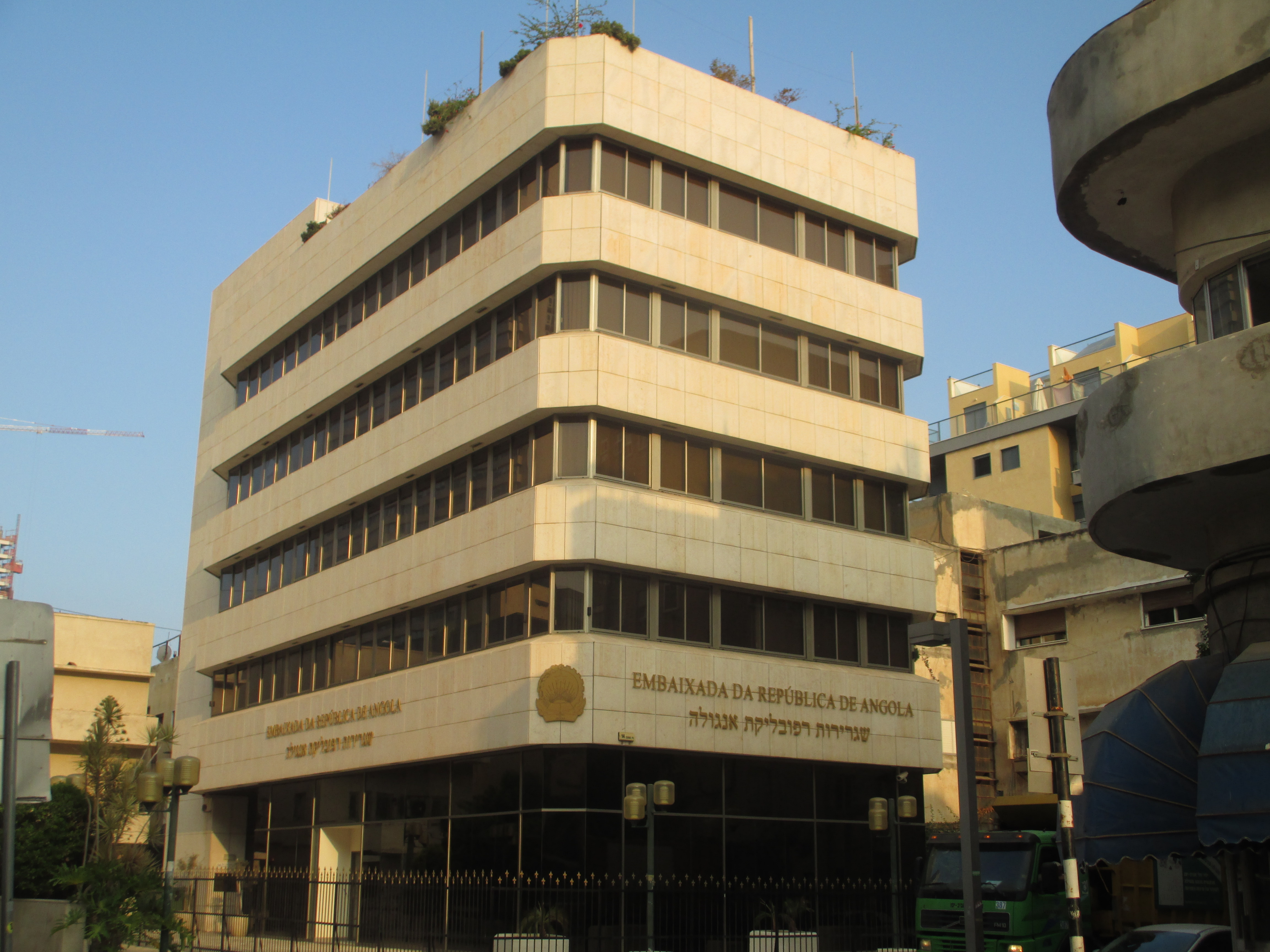
텔아비브 주재 앙골라 대사관

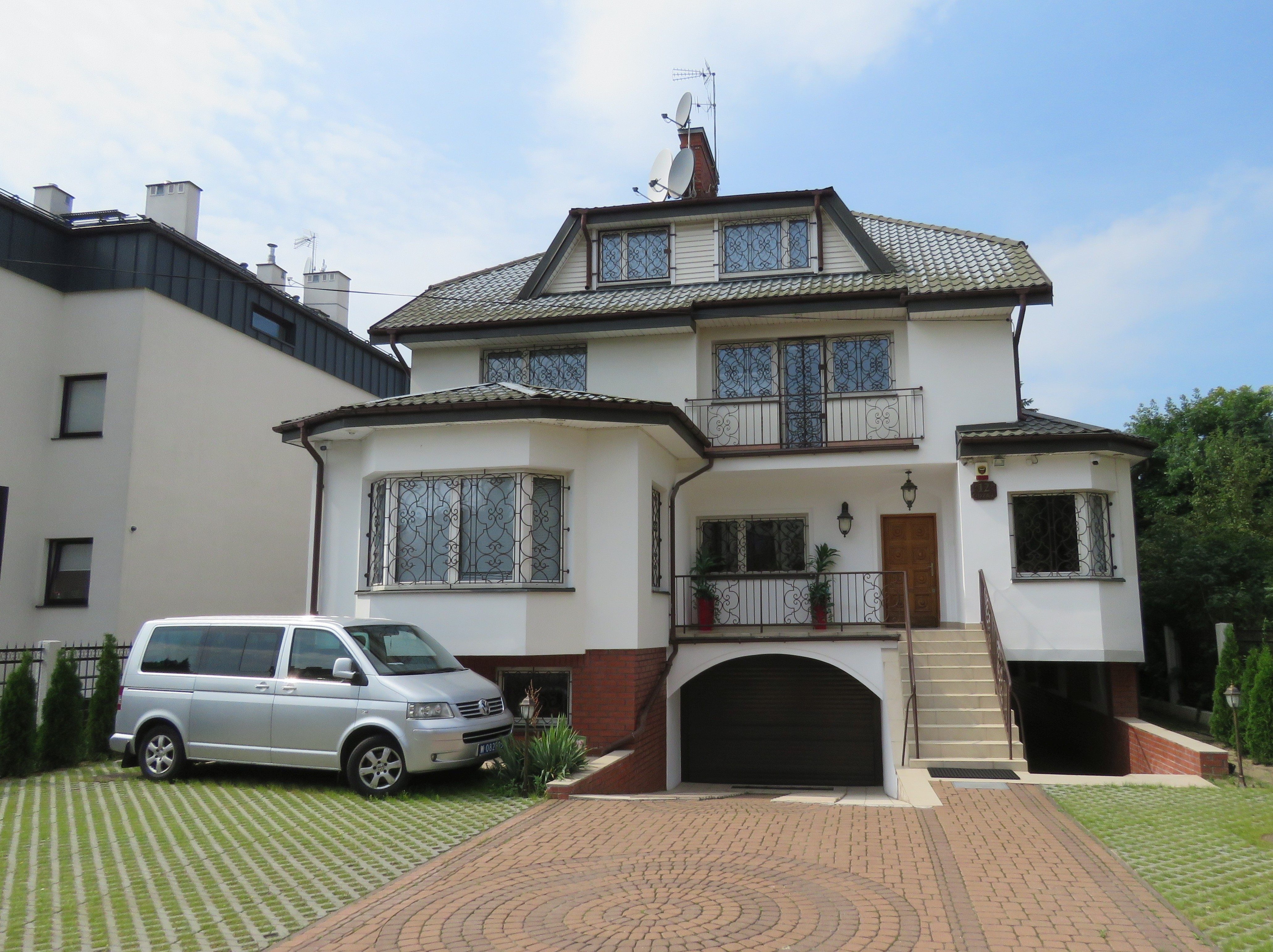
바르샤바 주재 앙골라 대사관

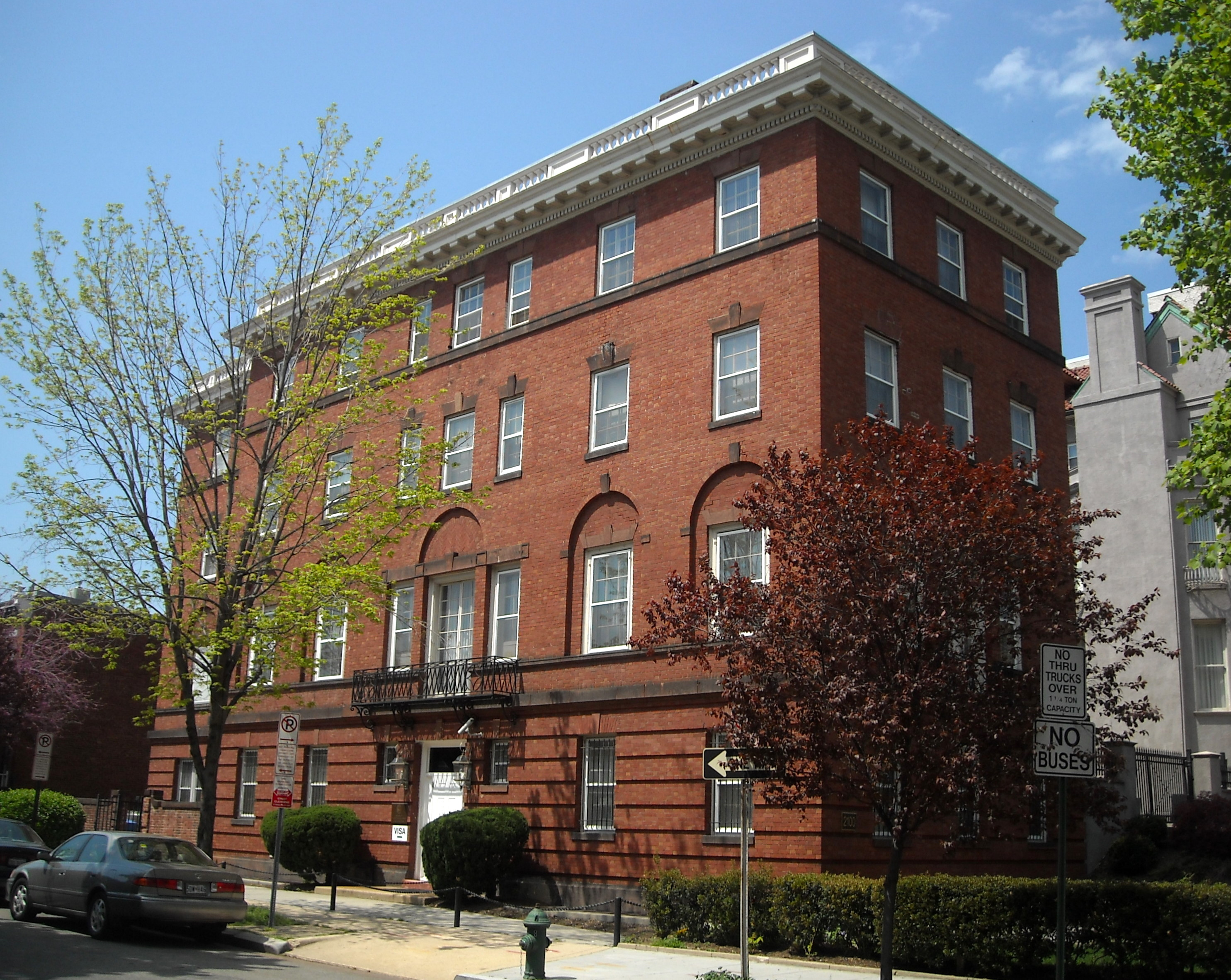
워싱턴 D.C. 주재 앙골라 대사관

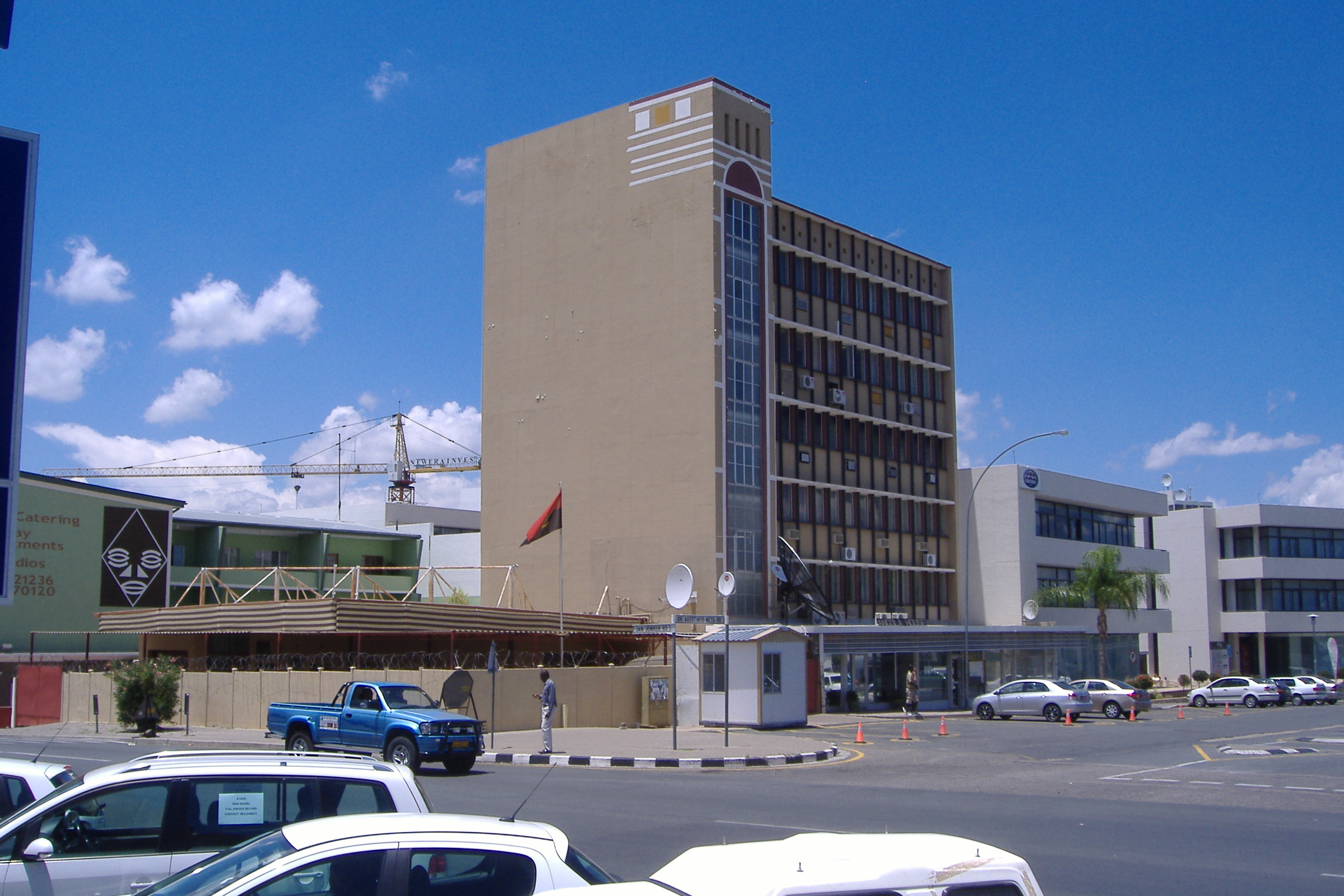
빈트후크 주재 앙골라 대사관

앙골라의 재외공관 목록은 앙골라 주재 대사관을 각국에 상주시켜 놓는 것을 의미하며 앙골라의 재외공관을 나열한 목록이다.

## 아프리카
- 알제리 : 알제 (대사관)
- 보츠와나 : 가보로네 (대사관)
- 카보베르데 : 프라이아 (대사관)
- 콩고 공화국 : 브라자빌 (대사관)
- 코트디부아르 : 아비장 (대사관)
- 콩고 민주 공화국 : 킨샤사 (대사관)
- 이집트 : 카이로 (대사관)
- 적도 기니 : 말라보 (대사관)
- 에티오피아 : 아디스아바바 (대사관)
- 가봉 : 리브르빌 (대사관)
- 가나 : 아크라 (대사관)
- 기니비사우 : 비사우 (대사관)
- 케냐 : 나이로비 (대사관)
- 모로코 : 라바트 (대사관)
- 모잠비크 : 마푸투 (대사관)
- 나미비아 : 빈트후크 (대사관)
- 나이지리아 : 아부자 (대사관)
- 르완다 : 키갈리 (대사관)
- 상투메 프린시페 : 상투메 (대사관)
- 세네갈 : 다카르 (대사관)
- 남아프리카 공화국 : 프리토리아 (대사관), 케이프타운 (총영사관), 더반 (총영사관), 요하네스버그 (총영사관)
- 탄자니아 : 다르에스살람 (대사관)
- 토고 : 로메 (대사관)
- 잠비아 : 루사카 (총영사관)
- 짐바브웨 : 하라레 (대사관)

## 아메리카
- 아르헨티나 : 부에노스아이레스 (대사관)
- 브라질 : 브라질리아 (대사관), 리우데자네이루 (총영사관)
- 캐나다 : 오타와 (대사관)
- 쿠바 : 아바나 (대사관)
- 멕시코 : 멕시코시티 (대사관)
- 미국 : 워싱턴 D.C. (대사관), 휴스턴 (총영사관), 뉴욕 (총영사관)
- 베네수엘라 : 카라카스 (총영사관)

## 아시아
- 중화인민공화국 : 베이징시 (대사관), 마카오 (총영사관)
- 인도 : 뉴델리 (대사관)
- 이스라엘 : 텔아비브 (대사관)
- 일본 : 도쿄도 (대사관)
- 대한민국 : 서울특별시 (대사관)
- 필리핀 : 마닐라 (대사관)
- 싱가포르 : 싱가포르 (대사관)
- 튀르키예 : 앙카라 (대사관)
- 아랍에미리트 : 아부다비 (대사관)

```
 
베트남
 : 
하노이
 (대사관)
```

- 조선민주주의인민공화국 : 평양 (대사관)

## 유럽
- 오스트리아 : 빈 (대사관)
- 벨기에 : 브뤼셀 (대사관)
- 프랑스 : 파리 (대사관)
- 독일 : 베를린 (대사관), 프랑크푸르트암마인 (총영사관)
- 그리스 : 아테네 (대사관)
- 바티칸 시국 : 바티칸 시국 (대사관)
- 헝가리 : 부다페스트 (대사관)
- 이탈리아 : 로마 (대사관)
- 네덜란드 : 헤이그 (대사관), 로테르담 (총영사관)
- 폴란드 : 바르샤바 (대사관)
- 포르투갈 : 리스본 (대사관), 파루 (총영사관), 포르투 (총영사관)
- 러시아 : 모스크바 (대사관)
- 세르비아 : 베오그라드 (대사관)
- 스페인 : 마드리드 (대사관)
- 스웨덴 : 스톡홀름 (대사관)
- 스위스 : 제네바 (대사관)
- 영국 : 런던 (대사관)

## 대표부
- EU 앙골라 정부 대표부 : 브뤼셀
- UN 앙골라 정부 대표부 : 뉴욕, 제네바
- UNESCO 앙골라 정부 대표부 : 파리
- 아프리카 연합 앙골라 정부 대표부 : 아디스아바바
- 포르투갈어 사용국 공동체 앙골라 정부 대표부 : 리스본